# Día nacional contra el femicidio
El Día Nacional contra el Femicidio se conmemora anualmente el 19 de diciembre en Chile. La fecha fue elegida en homenaje a Javiera Neira Oportus, asesinada por su padre el 19 de diciembre de 2005 a los 6 años de edad.

## Historia y contexto
Las asociaciones feministas conmemoran la fecha del 19 de diciembre desde 2006 en Chile, en homenaje a Javiera Neira Oportus. El 19 de diciembre de 2005, después de una visita de Javiera Neira Oportus, 6 años, a su padre biológico Alfredo Cabrera Opazo, este último se negó a devolverla a su madre Claudia Neira Oportus. Esta última había terminado su relación hacía tiempo, y había sido víctima de violencia física y verbal por su parte, razón por la cual Alfredo Cabrera Opazo tenía prohibido acercarse a ella; sin embargo, el tribunal mantuvo los derechos de custodia del padre sobre su hija. Cuando Claudia Neira Oportus vino a recoger a su hija, Alfredo Cabrera Opazo la atacó, y cuando Javiera Neira Oportus intentó interponerse entre sus padres, su padre la defenestró desde el séptimo piso. Su asesinato se considera un "castigo femicida", lo cual ocurre cuando un hombre, con el objetivo de dañar a una mujer, mata uno de sus seres queridos.
Esta fecha reitera el compromiso de denunciar los femicidios, de buscar justicia con las penas máximas, y de pedir la celeridad de la policía para investigar estos crímenes.
En 2019, la Red Chilena contra la Violencia hacia las Mujeres reportó que los femicidios hacen más de 50 víctimas por año en el país (59 en 2018, 61 hasta el 19 de diciembre de 2019). De su lado, el Ministerio de la Mujer y la Equidad de Género de Chile registró 42 femicidios y 121 intentos de femicidios en 2018, y 44 femicidios y 102 intentos de femicidios hasta el 19 de diciembre de 2019.

## Reconocimiento legal
En 2018, Claudia Neira y la organización Coordinadora 19 de diciembre iniciaron una campaña para reconocer el día 19 de diciembre como día nacional.
En 2019, la Cámara de Diputados de Chile votó el proyecto de ley (presentado por varias diputadas, habiendo trabajado para la ocasión con diferentes organizaciones sociales) que establece el 19 de diciembre como Día Nacional contra el Femicidio, con el fin de rendir homenaje a las numerosas víctimas. El proyecto de ley busca "visibilizar este delito como la forma más extrema de violencia contra las mujeres, así como también dignificar la memoria de quienes han sido víctimas de femicidio, reconociendo, a su vez, el aporte del movimiento feminista en la erradicación de la violencia contra las mujeres en nuestro país". El proyecto de ley luego pasó al Senado, que aprobó la iniciativa por unanimidad en octubre de 2020.
En 2020, varias políticas de izquierda, candidatas a las elecciones de gobernadores regionales y de convencionales constituyentes, participaron en una acción de conmemoración durante la cual dibujaron siluetas de víctimas de femicidios en la municipalidad de Las Condes. En 2021, el día de la conmemoración coincidió con la segunda vuelta de las elecciones presidenciales, y varias políticas de izquierda invitaron a votar por el candidato de la coalición de izquierda Gabriel Boric (que se enfrentaba al candidato de extrema derecha José Antonio Kast), único capaz de seguir luchando por la igualdad de género y contra la violencia contra las mujeres. La artista mexicana Vivir Quintana participó en las conmemoraciones del año 2022.